# Patuakhali (zila)
Patuakhali (en bengalí: পটুয়াখালী) es un zila o distrito de Bangladés que forma parte de la división de Barisal.
Comprende 8 upazilas en una superficie territorial de 2760 km² : Bauphal, Dasmina, Galachipa, Kalapara, Mirzaganj, Patuakhali Sadar, Dumki y Rangabali Thana.
La capital es la ciudad de Patuakhali.

## Upazilas con población en marzo de 2011
- Bauphal 304,284
- Dashmina 123,388
- Dumki 70,655
- Galachipa 361,518
- Kalapara 237,831
- Mirzaganj 121,716
- Patuakhali Sadar 316,462

## Demografía
Según estimación 2010 contaba con una población total de 1702113 habitantes.